# 수전전대 쿄류저 vs. 고버스터즈 공룡대결전 안녕히 영원한 친구여
《수전전대 쿄류저 VS 고버스터즈 공룡대결전 안녕히 영원한 친구여》(Zyuden Sentai Kyoryuger vs. Go-Busters: The Great Dinosaur Battle! Farewell Our Eternal Friends)는 2014년 1월 18일부터 도에이 계열에서 공개 영화이다. 특촬 히어로 작품 「슈퍼 전대 시리즈」 《수전전대 쿄류저》의 영화 작품이며, 슈퍼 전대 VS 시리즈의 하나이다.

## 개요
《수전전대 쿄류저》와 《특명전대 고버스터즈》의 크로스 오버 작품으로 《극장판 염신전대 고온저 vs. 게키레인저》부터 계속된 슈퍼 전대제 제6탄. VS시리즈에서는 처음 정식 부제가 달렸다. 레드 버스터와 공룡 레드가 대면하는 장면에서는 전작 《특명전대 고버스터즈 vs. 해적전대 고카이저 THE MOVIE》의 속편이 강조되어 있다.
본 작품에서는 타이틀의 2작품 외에 과거의 슈퍼 전대 속에서 쿄류저와 같이 공룡을 모티브로 한 《공룡전대 주레인저》의 초기 멤버와 《폭룡전대 아바레인저》의 아바레 블랙/아스카를 들여다보다 초기 멤버와도 협연하고 있다. 이미 배우를 은퇴한 모치즈키 유타 하시모토 타쿠미, 치바 레이코, 논 신용이지만 후지와라 히데키도 이 촬영 때문에 한때 복귀. 이 공연에서 공룡의 설정이 부활하고 있다.
《버스터즈》본편에서 사망한 비트 버스터/진 마사토가 1차례의 부활을 이루고 있다. 포스터 등에서는 함께 비치고 있지만 《쿄류저》과 캐스트의 준수와의 관련은 없다.
본작에서는 드물게 전편의 전대의 합체로봇(고버스터 오)이 등장하지 않는다.
또 이들의 전대와 함께 다음 작품인 《열차전대 토큐저》도 선행 등장한다. 토큐저는 엔딩 크레딧 후에 등장한다
. 공룡자들 4전대와 직접 대면하지는 않았다. 본 작품에서는 이름의 묘사가 텔레비전 시리즈의 것과는 다르다[5].
마루노우치 TOEI2외 전국 304스크린에서 공개되면서 2014년 1월 18,19일 2일 간 흥행 수입 1억 3,399만 1,700엔, 동원 13만 3243명으로 영화 관객 순위(흥행 통신사 조사)에서 첫 등장 제3위를 차지했다.

## 출연진

### 수전전대 쿄류저
- 키류 다이고(쿄류 레드) : 류세이 료
- 이안 요크랜드(쿄류 블랙) : 사이토 슈스케
- 우도 노부하루(쿄류 블루) : 킨죠 야마토
- 릿푸간 소우지(쿄류 그린) : 시오노 아키하사
- 아미 유즈키(쿄류 핑크) : 콘노 아유리
- 우츠세미마루(쿄류 골드) : 마루야마 아츠시
- 야요이 우르쉐이드 : 이토요 마리에
- 키류 단테츠 : 야마시타 신지

### 특명전대 고버스터즈
- 사쿠라다 히로무(레드 버스터) : 스즈키 카즈히로
- 이와사키 류지(블루 버스터) : 바바 료마
- 우사미 요코(옐로 버스터) : 코미야 아리사
- 진 마사토(비트 버스터) : 마츠모토 히로야
- 엔터/엔터 유나이트(다크 버스터) : 진나이 쇼
- 에스케이프/에스케이프 에볼버 : 미사키 아야메
- 쿠로키 타케시 : 사카이 히데오

공룡 시리즈 전대
- 게키(티라노렌쟈) : 모치즈키 유우타(공룡전대 주레인저)
- 하루가 료유가(아바 레드) : 니시 코이치로(폭룡전대 아바레인저)
- 산죠 유키토(아바레 블루) (음성) : 토미타 쇼(폭룡전대 아바레인저)

### 주조연
- 토린(쿄류 실버) : 모리카와 토시유키
- 비트 J 스테그(스태그 버스터) : 나카무라 유이치

### 내용주
1. ↑  본작에서는 「극장판」「THE MOVIE」등에 해당 명칭은 붙지 않았다
2. ↑  아바레 옐로는 변신 후의 모습만 등장으로, 이츠키 란루 역의 이토 아이코에는 출연하지 않았다. 게키 이외의 주레인저 4명은 목소리만 본인이 담당했다.